# Johannes de Doperkerk (Den Burg)
De Johannes de Doperkerk, ook Jan de Doperkerk genoemd, is een 19e-eeuwse rooms-katholieke kerk in neoromaanse stijl in Den Burg op Texel behorende tot het bisdom Haarlem-Amsterdam. De pastorie is een gemeentelijk monument.

## Geschiedenis

### Kerk
Het eerste gebouw dat voor kerkelijke diensten werd gebruikt op de locatie van de Molenstraat was een schuur die in 1633 werd aangekocht. In de tweede helft van de 19e eeuw werd besloten tot het bouwen van een nieuwe kerk. De bouwpastoor was Leonardus J.H. Levisse. De aannemer was P. Brugman uit Nieuwe Niedorp. De eerste steen werd gelegd op 26 maart 1863 en de inwijding vond plaats met kerstmis van dat jaar. Op 9 juli 1863 was een klok van 511 kilogram geplaatst geleverd door Petit & Fritsen uit Aarle-Rixtel. Tussen 1899 en 1902 werden verschillende gebrandschilderde ramen geplaatst.
Op 4 april 1911 werd de kerk vergroot door een dwarskruis te realiseren waarbij het koor werd vernieuwd. Aannemers waren de gebroeders Cornelis en Jan Smit uit Den Burg. Op 16 januari 1913 werd de vergrote kerk met een extra 172 zitplaatsen in gebruik genomen. In 1918 werd er verwarming geplaatst, elektra werden aangelegd in 1923. De toren werd van een uurwerk voorzien op 5 oktober 1919 dat gemaakt was door de familie Eijsbouts uit Asten.
In 1943 tijdens de Tweede Wereldoorlog werd de kerkklok door de bezetters geclaimd.
Tijdens de opstand van de Georgiërs werden kerk en toren door beschietingen op 6 en 9 april 1945 getroffen waarbij vrijwel alle ramen zwaar beschadigd werden. In 1947 werden nieuwe ramen aangebracht.
Een nieuwe kerkklok werd op 21 oktober 1948 geplaatst; deze weegt 612 kilogram en was wederom van Petit & Fritsen. De klok heeft de tekst: S. Joannes baptista hujus campanae atque parochiae 'Den Burg' in insula Taxalia patronus + A.D. 1948 + Petit et Fritsen me fuderunt. (Vertaling: Sint Johannes de Doper, beschermheilige van het platteland en van de parochie Den Burg op het eiland Texel. + 1948 + Petit en Fritsen hebben mij gegoten.)
In 1947 schonken de parochianen een driedelig Jozef-raam, dat herinnert aan het veilig terugkomen van de verplichte Arbeitseinsatz van circa 700 Texelse mannen tussen 10/11 november 1944 en 14-30 maart 1945. In 1963 werd door de parochianen een driedelig Johannes de Doper-raam, ontworpen door Frans Witte, aan de kerk geschonken, dat in 1966 werd geplaatst.
In 1984 werd de koorzolder waar het orgel staat vergroot, tegelijk met een revisie van het orgel uit 1879.

### Orgel
In oktober 1877 gaf het kerkbestuur aan de firma Ypma uit Alkmaar de opdracht tot de bouw van een nieuw orgel, dat op 24 juni 1879 in gebruik werd genomen. In 1984 werd het orgel door de familie Vermeulen uit Alkmaar gerestaureerd waarbij onder andere de motor werd vervangen. Op 24 juni 1984 werd het gerestaureerde orgel in gebruik genomen.

### Pastorie
De pastorie gelegen aan Molenstraat 34 werd in 1990 als gemeentelijk monument opgenomen in het monumentenregister. Op 5 april 1881 werd de eerste steen gelegd door deken Van Schagen, C.F. Philipponas en pastoor P. van der Werff. Op 5 november van dat jaar kwam de bouw gereed. In 2016 is de bovenverdieping gerenoveerd waarbij onder meer er een appartement in is gerealiseerd.

### Kastanjeboom
De kastanjeboom voor de pastorie staat op de lijst van monumentale bomen van de gemeente. Het is een witte paardenkastanje die in 1899 werd geplant. In 2018 had de boom een stamomtrek van drie meter (op 1,30 meter hoogte) en was deze 15 meter hoog.

## Bouw

### Kerk
De Johannes de Doperkerk is georiënteerd. De plattegrond van de Johannes de Doperkerk volgt een kruisvorm en aan de westzijde bevindt zich een toren. De kerk is 45,3 meter lang, 13, 6 meter breed op de breedste plek en 12,2 meter hoog. De kerk heeft ongeveer 500 zitplaatsen en is daarmee de grootste kerk van de parochie.

### Ramen
Vanaf de westzijde van achter naar voren hebben de gebrandschilderde ramen in het schip voorstellingen van de Heilige Zacharias, Heilige Agnes, Heilige Leonardus van Veghel, Heilige Lidwina van Schiedam en het leven van Johannes de Doper (aankondiging van de geboorte, het prediken bij de Jordaan, zijn onthoofding).
Vanaf de oostzijde van achter naar voren hebben de ramen de volgende voorstellingen: Heilige Elisabeth, Heilige Martinus, Heilige Barbara, Heilige Antonius. Daarnaast bevindt zich het driedelige Jozef-raam. Dit toont Sint Jozef in het midden. Het linkerraam toont de vertrekkende veerboot de Dokter Wagemaker uit de haven van Oudeschild, het rechterraam toont de thuiskomst met de kerk en enkele huizen.
Achter het altaar bevinden zich de ramen met voorstellingen van de Heilige Jeroen, Heilige Bonifatius, God de Vader, Heilige Willibrord en Heilige Bavo.

### Interieur
Achter in de kerk, bij de westelijke ingang, is sinds 24 september 1984 een dagkerk ingericht, genaamd de kleine Johannes. Hier bevindt zich een afbeelding van Maria van de Altijddurende Bijstand. Aan de zuidzijde van deze ruimte bevindt zich de doopkapel, die in 1958 door kapelaan Koopman beschilderd werd met afbeeldingen van de doop van Christus in de Jordaan (midden), de doop van een dienaar van de koningin van Ethiopië door diaken Philippus (rechts) en de doortocht door de zee (links).
Het hoogaltaar werd in 1920 geplaatst en bevat relikwieën van de Martelaren van Gorcum en Sint Bonifatius. Op de altaartafel staat een kerkmissaal uit 1872. Het baldakijn boven het altaar werd in 1922 geplaatst, net als de godslamp. Midden voor het altaar hangt aan het gewelf een triomfkruis, gemaakt door Pieter Biesiot, dat op 16 oktober 1921 werd opgehangen.
Rechts- en linksvoor in de kerk staan respectievelijk het Jozefaltaar en het Maria-altaar, beide voorzien van een lindenhouten beeld van respectievelijk Sint Jozef en Maria, gemaakt door Pieter Biesiot uit Den Haag in 1961.
Twee van de drie kroonluchters in de kerk stammen uit de 17e eeuw.

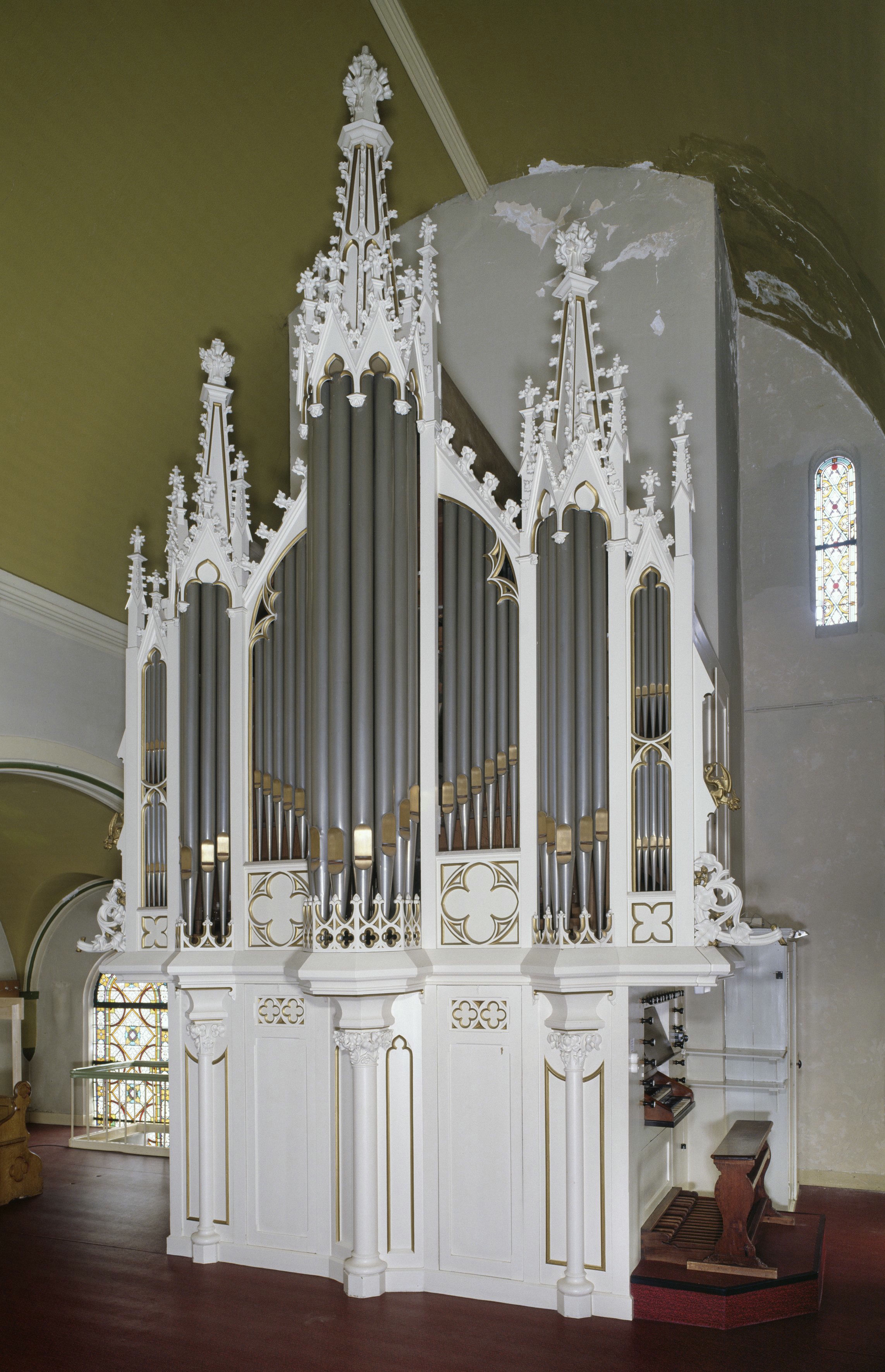
Het orgel uit 1879.

### Orgel
Het orgel uit 1879 is een mechanisch sleeplade-orgel en heeft twee manualen.
Dispositie
- Hoofdwerk: (C-f3)
  - Bourdon 16
  - Prestant 8
  - Holpijp 8
  - Salicet 8
  - Octaaf 4
  - Fluit 4
  - Quint 3
  - Octaaf 2
  - Mixtuur III-IV
  - Cornet IV
  - Trompet 8 B/D
- Bovenwerk: (C-f3)
  - Prestant 8
  - Bourdon 8
  - Viola di Gamba 8
  - Flûte harmonique 4
  - Roerfluit 4
  - Speelfluit 2
  - Tremulant
- Pedaal. C-c1.
  - Aangehangen.
- Speelhulpen en koppels:
  - Manuaalkoppel
  - Pedaalkoppel
  - Ventiel

## Afbeeldingen

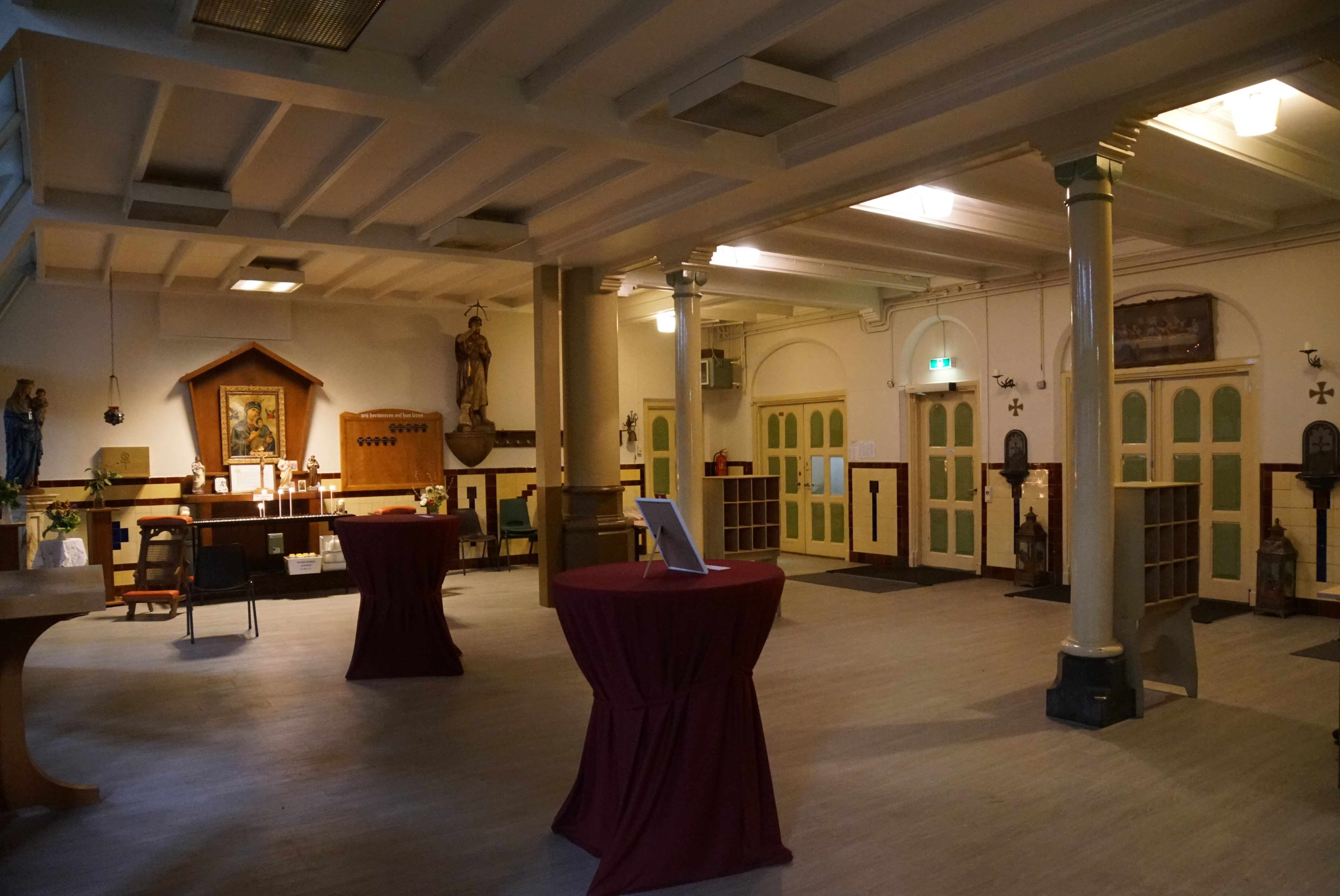
Dagkapel.
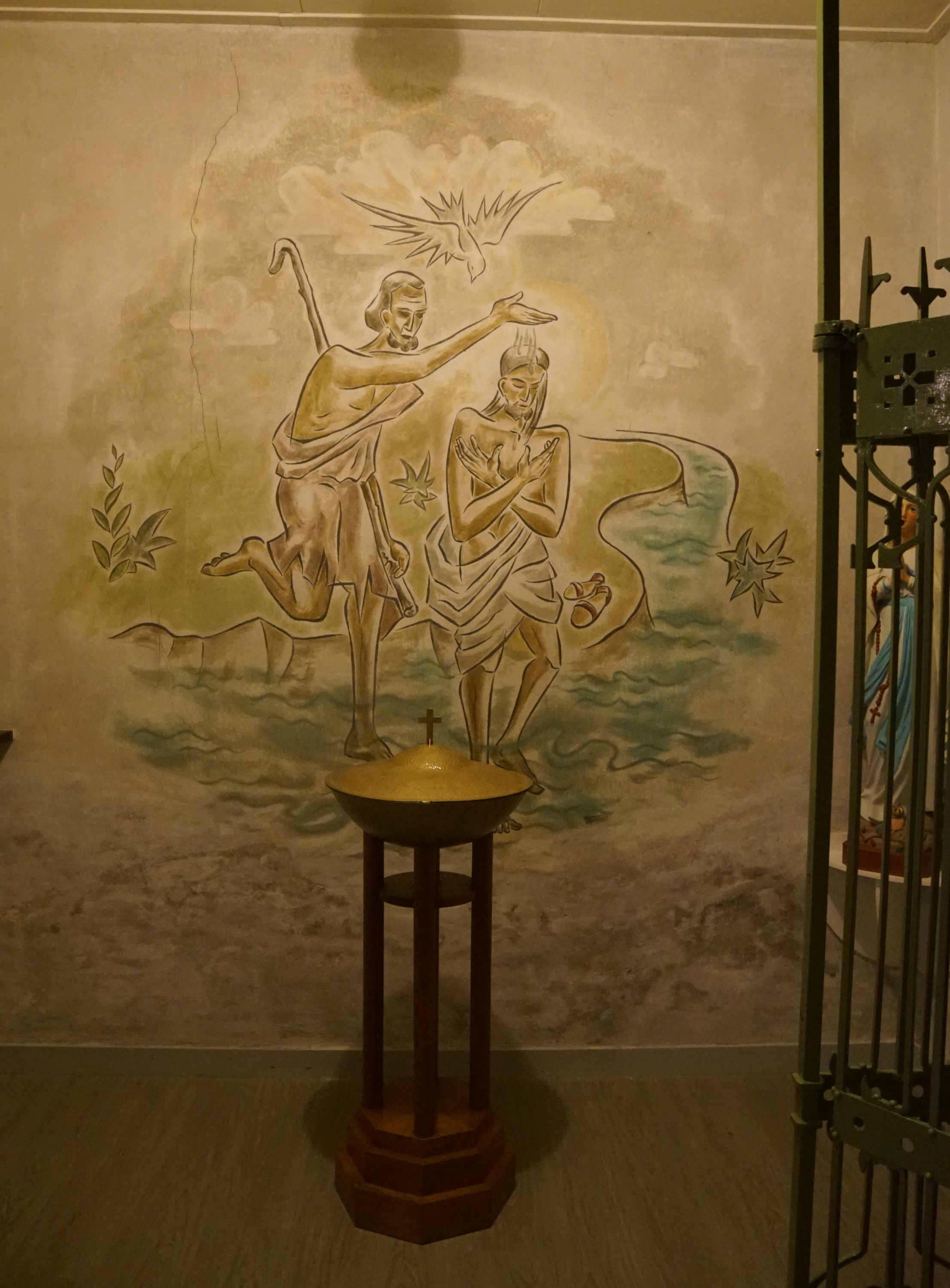
Doopkapel.
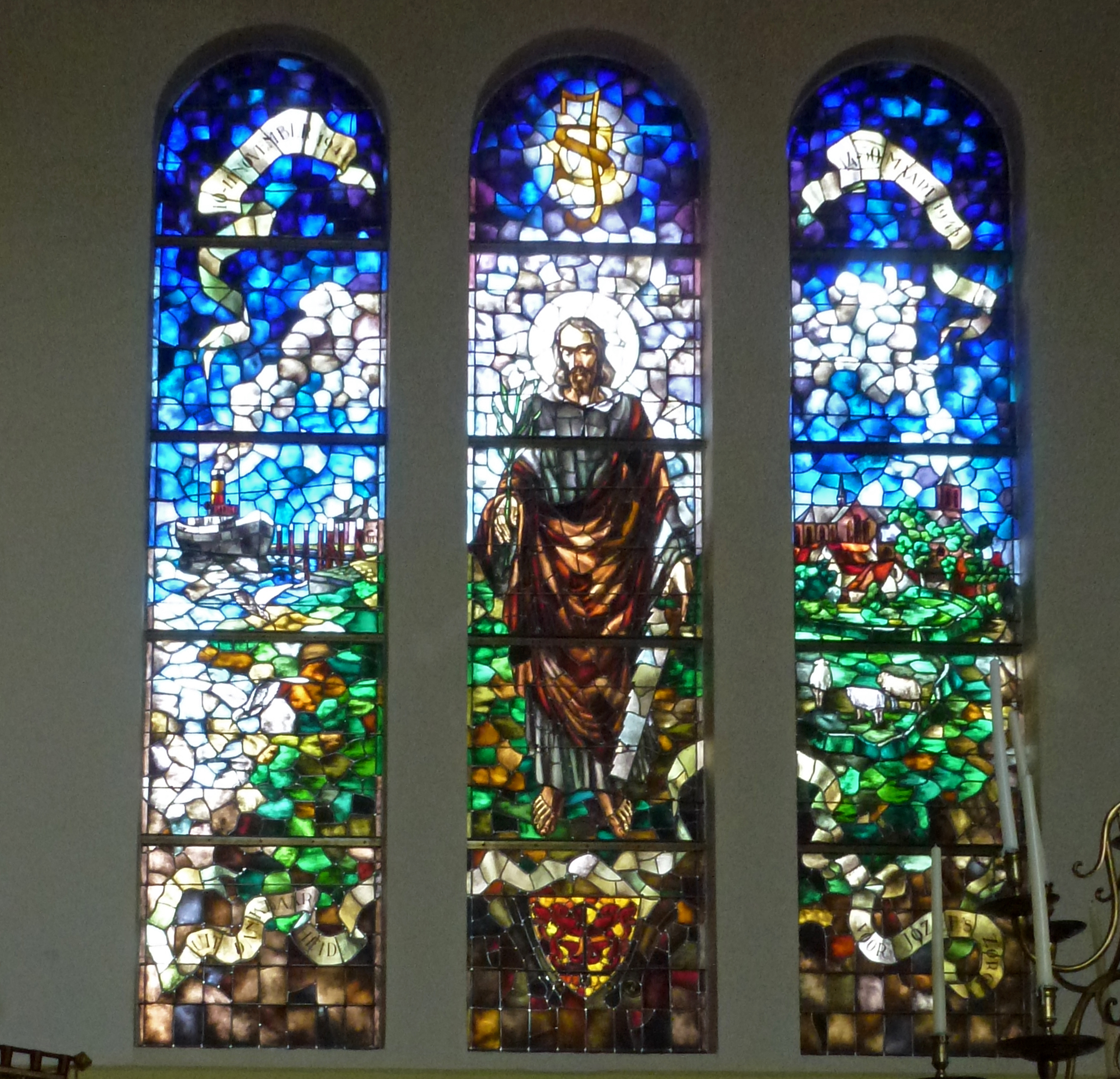
Het Jozefraam.
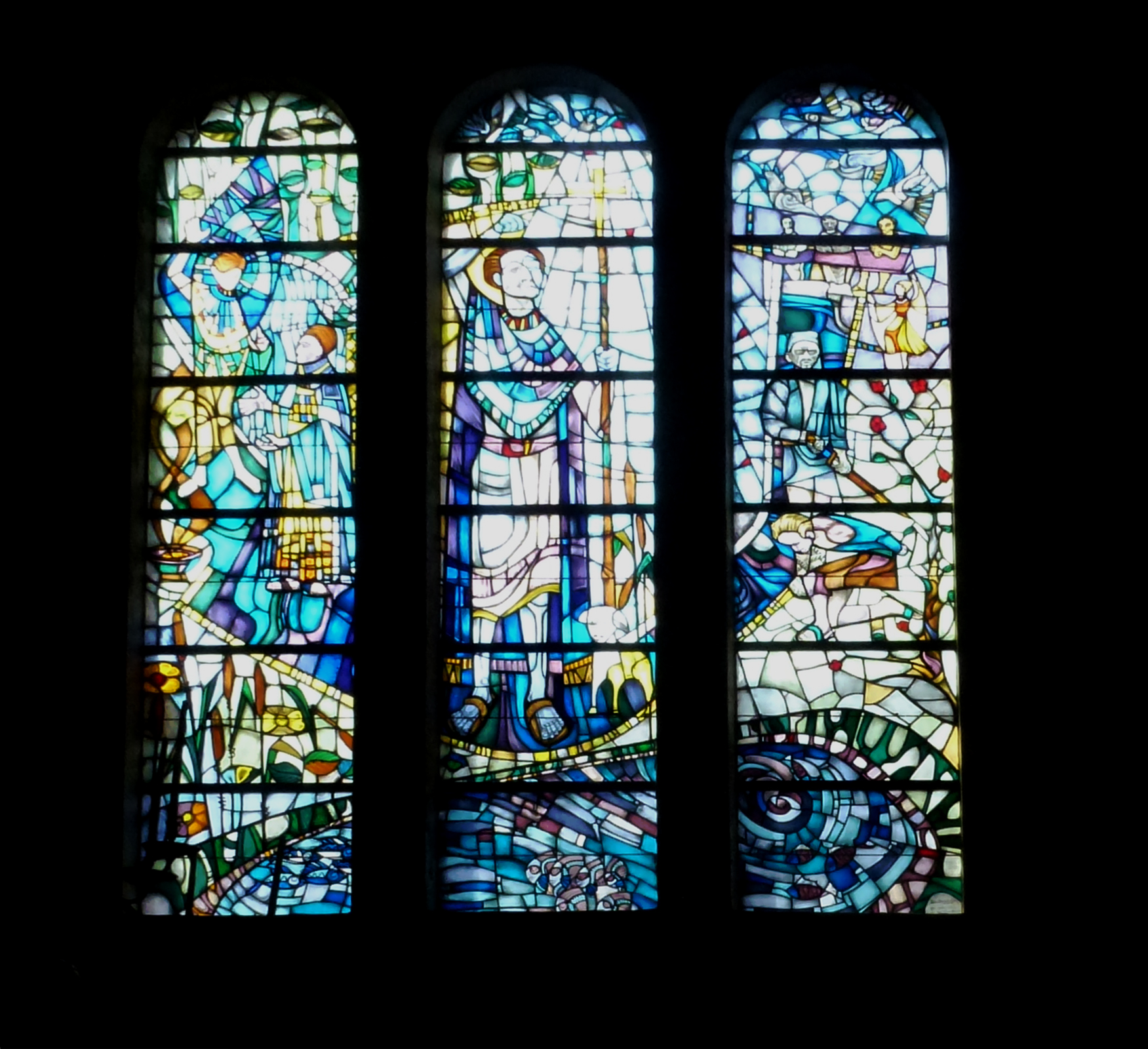
Het Johannes de Doperraam.